# Samsan-myeon, Incheon
Samsan-myeon (koreanska: 삼산면)  är en socken i landskommunen Ganghwa-gun i provinsen Incheon,  60 km nordväst om huvudstaden Seoul. Samsan-myeon består av huvudön Seongmodo, öarna Seogeomdo och Mibeopdo samt ett antal mindre öar.